# Initiative populaire « Moratoire-plus - Pour la prolongation du moratoire dans la construction de centrales nucléaires et la limitation du risque nucléaire »
L'initiative populaire « pour la prolongation du moratoire dans la construction de centrales nucléaires et la limitation du risque nucléaire » (moratoire-plus) est une initiative populaire suisse, rejetée par le peuple et les cantons le 18 mai 2003.

## Contenu
L'initiative propose de modifier les articles 24quinquies et octies de la Constitution fédérale pour spécifier que toute demande d'exploitation d'une centrale nucléaire pour plus de 40 ans doit faire l'objet d'un arrêté fédéral soumis au référendum. De plus, elle introduit un nouvel article 25 dans les dispositions transitoires, spécifiant qu'aucune autorisation de construction de nouvelle installation nucléaire ou d'augmentation de puissance pour une installation nucléaire existante ne peut être acceptée pour les dix ans suivant son adoption.
Le texte complet de l'initiative peut être consulté sur le site de la Chancellerie fédérale.

## Déroulement

### Contexte historique
L'initiative, lancée en parallèle avec l'initiative populaire « Sortir du nucléaire - Pour un tournant dans le domaine de l'énergie et pour la désaffectation progressive des centrales nucléaires » qui sera soumise au vote à la même date et sera également refusée, propose de prolonger d'une nouvelle période de 10 ans le moratoire introduit par l'initiative populaire « Halte à la construction de centrales nucléaires (moratoire) », acceptée le 23 septembre 1990.

### Récolte des signatures et dépôt de l'initiative
La récolte des 100 000 signatures nécessaires par l'association Storm ohne Atom se déroule entre le 31 mars 1998 et le 1er octobre 1999. Le 28 septembre 1999, elle est déposée à la Chancellerie fédérale, qui constate son aboutissement le 22 septembre 1999.

### Discussions et recommandations des autorités
Le Parlement et par le Conseil fédéral recommandent le rejet de l'initiative. Parallèlement, le Conseil fédéral présente un projet de loi sur l'énergie nucléaire à titre de contre-projet indirect ; celle-ci est finalement acceptée le 21 mars 2003 par l'Assemblée fédérale, malgré les critiques exprimées par Rudolf Rechsteiner contre la « pression exercée par le lobby nucléaire ».
Dans son message à la population, les autorités estiment le coût induit par le remplacement des centrales nucléaires désaffectées à 500 millions de francs par année, coût qui pourrait se reporter sur le prix de l'électricité.
Les recommandations de vote des partis politiques sont les suivantes : 
| Parti politique              | Recommandation |
| ---------------------------- | -------------- |
| Démocrates suisses           | oui            |
| Parti chrétien-conservateur  | non            |
| Parti chrétien-social        | oui            |
| Parti démocrate-chrétien     | non            |
| Parti évangélique            | oui            |
| Parti libéral                | non            |
| Parti de la liberté          | non            |
| Parti radical-démocratique   | non            |
| Parti socialiste             | oui            |
| Parti suisse du travail      | oui            |
| Union démocratique du centre | non            |
| Union démocratique fédérale  | non            |
| Les Verts                    | oui            |

### Votation
Soumise à votation le 18 mai 2003, l'initiative est refusée par 20 4/2 cantons et par 58,4 % des suffrages exprimés. Le tableau ci-dessous détaille les résultats par canton :